# Valparaíso (Zacatecas)
Valparaíso (Zacatecas) é um município do estado de Zacatecas, no México.